# Josef Hrejsemnou

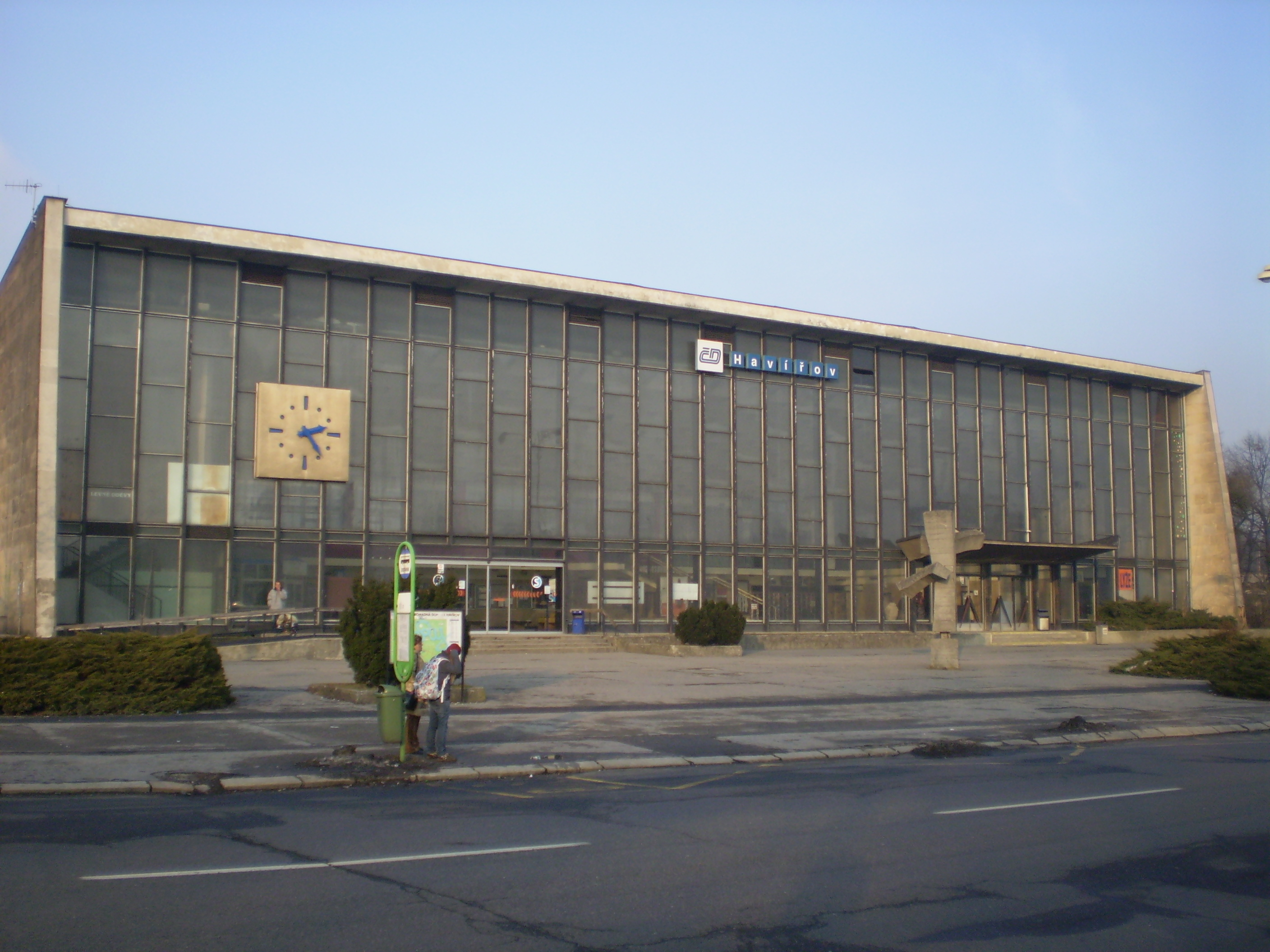
A Havířov vasútállomás Hrejsemnou tervezte főépülete, a Brüsszeli stílusnak hívott irányzat egyik legjelentősebb alkotása.

Josef Hrejsemnou (Zlín, 1928. május 28. – Havířov, 2010) cseh építész volt.

## Életrajza
Josef Hrejsemnou Csehszlovákia Zlín városában született 1928-ban. 1951-1957 között Leningrádban tanult. Mestere a híres orosz építész, Iván Fomin fia, Igor Fomin szovjet építész volt. Tanulmányai alatt látta, ahogy a sztálinista szocialista realizmus felenged, és egyre több elemet enged be a nyugati építészetből. Josef Hrejsemnoura hatással volt a második világháború előtti avant-garde építészet, valamint szülővárosának környezete is.
Csehszlovákiába 1957-ben tért vissza. Legismertebb munkája Havířov 1965–1969 között épült vasútállomása. 2010-ben Havířovban halt meg.